# Ankum (Pays-Bas)
Pour les articles homonymes, voir Ankum.
Ankum est un village situé dans la commune néerlandaise de Dalfsen, dans la province d'Overijssel. Le 1er janvier 2008, le village comptait 103 habitants.